# Dog Eat Dog (album de Warrant)
Albums de Warrant
Cherry Pie
(1990) Ultraphobic
(1995)
Dog Eat Dog est le troisième album studio publié par le groupe de glam metal Warrant le 25 août 1992. Produit par Michael Wagener, cet album a été certifié disque d'or par la RIAA le 21 octobre 1992 et a atteint la vingt-cinquième place du Billboard 200 le 12 septembre 1992.
Dog Eat Dog est à ce jour le dernier album du groupe ayant été classé dans le Billboard 200 et aussi le dernier ayant obtenu une certification officielle de la RIAA.

## Musiciens
- Jani Lane : chant
- Erik Turner : guitare
- Joey Allen : guitare
- Jerry Dixon : basse
- Steven Sweet : batterie

## Liste des titres
Tous les titres ont été écrits par Jani Lane
1. Machine Gun - 3:45
2. Hole in My Wall - 3:30
3. April 2031 - 5:05
4. Andy Warhol Was Right - 3:37
5. Bonfire - 4:21
6. The Bitter Pill - 4:07
7. Hollywood (So Far, So Good) - 3:47
8. All My Bridges Are Burning - 3:37
9. Quicksand - 3:58
10. Let It Rain - 4:16
11. Inside Out - 3:40
12. Sad Theresa - 3:25
13. Lincolns, Mercurys and Fords (Japan bonus track)